# Эуротрохилюсы
Эуротрохилюсы (лат. Eurotrochilus) — род вымерших птиц из семейства колибри. Исследования 2013 года показали, что он принадлежит стем-группе семейства. Обладая длинным клювом и характерной формой крыла, эуротрохилюсы, по всей видимости, были первыми птицами, питающимися нектаром растений во время полёта, похожего на полёт современных колибри.
В род включают два вида, относящихся к раннему олигоцену. Eurotrochilus inexpectatus был описан в 2004 году, его экземпляры были обнаружены в Германии, а позднее во Франции. Eurotrochilus noniewiczi был описан в 2007 году в Карпатах.

## Обнаружение
В 2004 году немецкий палеонтолог Геральд Майр описал два скелета птиц из коллекции Государственного музея естествознания в Штутгарте. Ископаемые остатки были обнаружены в городе Фрауэнвайлер к югу от Вислоха в земле Баден-Вюртемберг, возраст находок составляет 34—30 млн лет. Родовое название описанного таксона, Eurotrochilus, было образовано от слова Euro (Европа) и названия типового рода семейства колибри Trochilus; видовое название, inexpectatus (с лат. — «неожиданный»), символизировало необычность находки. В 2007 и 2010 году Геральд Майр, один и вместе с Норбертом Микличем (Norbert Micklich), описал ещё двух ископаемых колибри на этом же участке. В данном слое были также обнаружены морские ископаемые птицы родов Diomedeoides, Colymboides, а также сухопутные ископаемые птицы — трёхпёрстки (Turnicidae), птиц-мышей (Coliiformes), трогоновых (Trogoniformes), дятлообразных (Piciformes), воробьинообразных (Passeriformes) и тоди (Todidae).
В 2007 году польские палеонтологи и орнитологи Збигнев и Зигмунд Боченски описали новый вид Eurotrochilus noniewiczi на основе фоссилий, найденных в отложениях восточнее Ясло на юго-востоке Польши. Вид был назван в честь коллекционера Эдварда Нониевицкого (Edward Noniewicza), у которого хранились остатки.
В 2008 году французский палеонтолог Антуан Локхарт (Antoine Louchart) с другими учёными исследовал остатки ископаемых колибри из частной коллекции в Марселе. Сохранившие большую часть скелета и оперение остатки были обнаружены в коммуне Опедет на юго-востоке Франции, они относятся к раннему олигоцену. Некоторые найденные на этом участке фоссилии позволяют предположить, что в регионе был тропический климат. Размеры птиц, форма клюва и некоторые другие детали скелета позволили учёным предположить что он относится к эуротрохилюсам, а не к Jungornis tesselatus, другому известному предку колибри. Однако полное соответствие Eurotrochilus inexpectatus представляется сомнительным.

## Описание
Eurotrochilus inexpectatus — очень маленькие птицы, размерами с современных краснохвостых отшельников (Glaucis hirsutus) и меньше Jungornis tesselatus — предков колибри раннего олигоцена. Общая длина от кончика клюва до кончика хвоста у французского экземпляра составляет 92 мм. Клюв прямой, немного загибающийся вниз на конце, узкий, удлинённый, примерно в 2,5 раза длиннее черепа. Это самые ранние известные остатки с клювом, как у современных колибри. Крылья Eurotrochilus inexpectatus из Франции острые и относительно короткие, напоминают современных колибри. В сложенном состоянии их кончики достигают конца короткого хвоста. Хвост квадратной формы, как и у некоторых современных колибри. Лапы у птиц, как и у современных колибри, очень тонкие, с длинным задним пальцем. Проксимальные фаланги передних пальцев не так сильно сокращены, как у стрижей.
Плечевой пояс и крыло ископаемых колибри схожи с современными. Головка плеча выпячена. Плечевая и локтевая кости плотные, сильно укороченные. Последняя пропорционально короче, чем у Jungornis. Малая пястная кость не выступает за пределы большой пястной кости. Структура проксимальной фаланги двух пальцев крыла не так сильно вытянута и отличается по форме от современных колибри. Дорсальная поверхность коракоида выпуклая, а боковая — уменьшенная, что отличает находку от большинства известных птиц, включая стрижей. Как у современных колибри и Jungornis, у представителей эуротрохилюсов в месте прикрепления Musculus pronator teres расположен отросток. Некоторые особенности скелета позволяют говорить о сходстве эуротрохилюсов с представителями стем-группы, Argornis и Jungornis, и об отличии представителей этого рода от современных колибри. Грудина большая, но пропорционально короче, чем у изученных современных колибри.
Характеристики Eurotrochilus noniewiczi схожи с Eurotrochilus inexpectatus, однако их отличают другие пропорции скелета. Коракоид заметно расширяется около конца грудины и существенно меньше локтевой и плечевой кости. У Eurotrochilus noniewiczi отсутствует межпястный отросток, но так как пястно-запястные кости плохо сохранились, это может быть связано с качеством ископаемых остатков.

## Поведение
Майр предположил, что птицы демонстрировали характерный для колибри «трепещущий» полёт. Основанием для таких выводов стала форма крепления плечевой кости, связанная с постоянным движением её в суставе во время полёта. Такая особенность присуща современным колибри и в меньшей степени выражена у Jungornis. Анализ оперения крыла подтверждает эту теорию. Вместе с тем, пропорции крыла эуротрохилюсов больше напоминают стрижиных, и полёт этих предков колибри мог немного отличаться от современных представителей семейства.
Другим предположением Майра, основанным на форме клюва, стало питание предка колибри нектаром. В пользу этого факта говорит строение подъязычной кости, которое позволяет современным колибри далеко вытягивать свой язык. В Европе самыми древними современными птицами, питающимися нектаром, являются певчие птицы, известные с олигоцена. По всей видимости, им предшествовала коэволюция колибри и цветковых растений, которая восходит к раннему олигоцену. Некоторые растения, ранее опылявшиеся предками колибри, возможно, теперь опыляются нектарницевыми (Nectariniidae). Другие растения Старого Света — Canarina eminii, Impatiens sakeriana, представители рода агапетес (Agapetes) — приспособлены к опылению птицами, но растут в тех регионах, где нет птиц, питающихся нектаром.

## Систематика
Хотя современные колибри, по всей видимости, возникли в Южной Америке, эволюция семейства не была ограничена Новым Светом. До обнаружения эуротрохилюсов ближайшим предком современных колибри из стем-группы считались Jungornis раннего олигоцена, найденные на Кавказе.
Пропорции крыльев эуротрохилюсов (в частности, сильно укороченные и крепкие плечевые и локтевые кости) позволяют уверенно отнести остатки к стрижеобразным. При этом птицы заметно меньше существующих или вымерших стрижей. Клювы других представителей стем-группы колибри больше напоминают стрижей. Монофилия Eurotrochilus и краун-группы колибри основана на структуре плечевой кости, а отношение нового таксона к стем-группе — на отличиях в структуре проксимальной фаланги пальцев крыла, а также в форме клюва. Таким образом, предки колибри оставались в Европе по меньшей мере до раннего олигоцена.
Комбинация квадратной формы хвоста и длинного прямого клюва Eurotrochilus inexpectatus встречается у многих типичных колибри, но не представлена среди колибри-отшельников. У современных колибри она характерна для чилийского огнешапочного колибри (Sephanoides sephaniodes), бурого колибри (Colibri delphinae) (общая длина этих птиц составляет 95—137 мм), Schistes geoffroyi (86—93 мм), белохохлой пафозии (Lophornis adorabilis), некоторых изумрудных колибри (Chlorostilbon sp.) (65—90 мм), для самок колибри-сильфов (Aglaiocercus) и самцов ушастых колибри (Heliothryx sp.). Колибри-якобин (Florisuga mellivora) имеет схожую комбинацию, но более крупные размеры (110—120 мм).
В род включают два вида:
- Eurotrochilus inexpectatus Mayr, 2004
- Eurotrochilus noniewiczi Z. M. Bocheński & Z. Bocheński, 2007